# UTC−9
UTC -9:00 é o fuso onde o horário local é contado a partir de menos oito horas em relação ao horário do Meridiano de Greenwich.
Longitude ao meio: 135º 00' 00" O

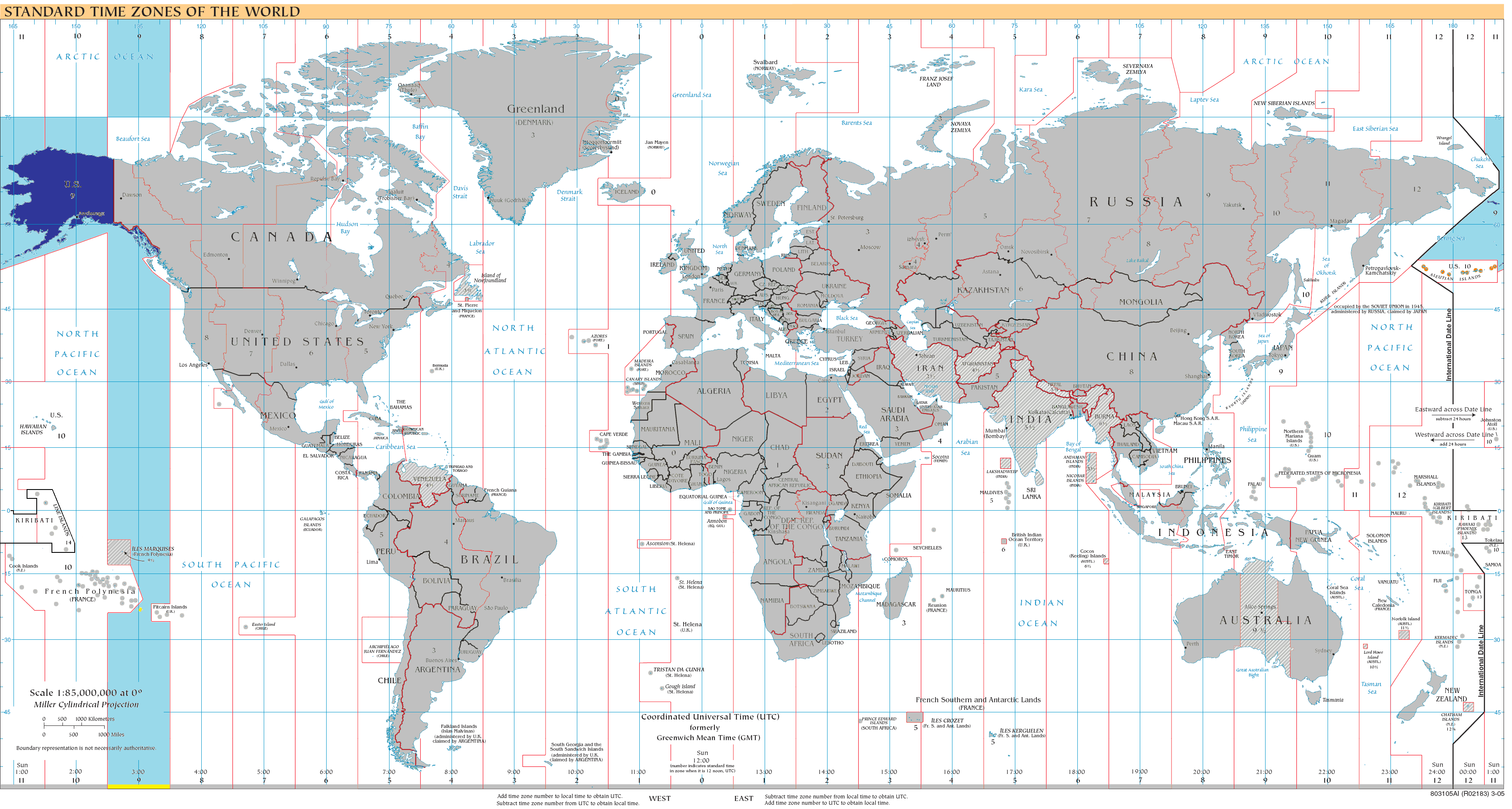
Mapa de 2008 contendo as variações de tempo de acordo com a longitude, com a UTC-9:00 em destaque.

Nos Estados Unidos é conhecido como Horário do Alasca ou AKST - Alaska Standard Time.
Este fuso horário é usado por:

## Hora padrão (o ano todo)
- França:[1]
  -  Polinésia Francesa: 
    - Ilhas Gambier

## Hora padrão (no inverno do hemisfério norte)
- Estados Unidos:
  -  Alasca (exceto as Ilhas Aleutas)

## Horário de verão (no hemisfério norte)
- Estados Unidos:
  -  Alasca: 
    - Ilhas Aleutas